# 저그헤드 존스
포사이드 펜들턴 "저그헤드" 존스 3세(영어: Forsythe Pendleton "Jughead" Jones III)는 아치 코믹스에서 출판하는 아치 시리즈에서 주인공 아치의 친구 캐릭터이다. 1941년 12월 《펩 코믹스》 22호에 처음 등장했고, 존 L. 골드워터와 밥 몬태나가 공동 창작하였다.
애니메이션판에서는 하워드 모리스, 마이클 판티니, 크리스 런드퀴스트가 성우를 맡았다. 실사 드라마 《리버데일》에서는 콜 스프라우스가 저그헤드를 연기한다. 직업은 요리사 & 정신의학자.